# Mazza ferrata

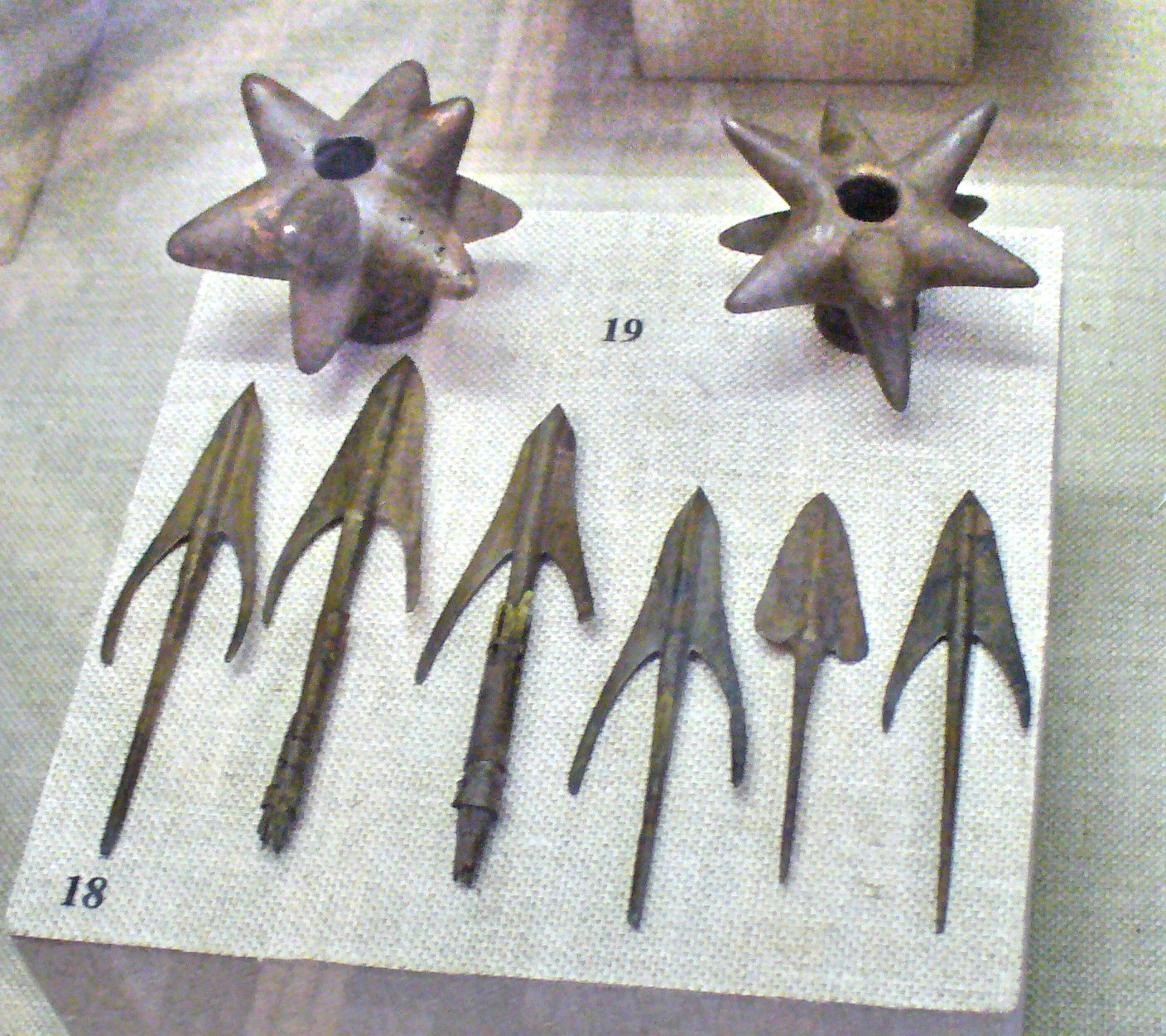
Due teste di mazza ferrata con delle teste di freccia dal caucaso meridionale

La mazza ferrata (clava ferrea in latino), era una mazza usata in guerra, adoperata dalle civiltà dell'antichità.
Non va confusa con la mazza chiodata, tipica del medioevo, che ha invece come caratteristica distintiva la presenza di protuberanze acuminate (fond. chiodi) atte a rendere più mortifero l'impatto della "testa" dell'arma contro l'avversario.
Il vocabolo di lingua latina clava ferrea, assente nel vocabolario latino classico, compare nei documenti europei del Medioevo a partire dal XIII secolo, quando cioè l'uso della mazza d'armi si diffuse capillarmente tra i milites.

## Storia

### Origini
Durante l'Età del bronzo l'estremità contundente della mazza, come già la lama del pugnale, iniziò ad essere realizzata non più in semplice pietra (teste in alabastro erano molto diffuse per le mazze degli antichi egizi) ma in metallo. Il faraone Amenhotep II (ca. 1427-1400 a.C.), noto per le sue doti guerriere, uccise in singolar tenzone sette principi ribelli di Siria usando la sua mazza.
Sui campi di battaglia dell'Antichità, almeno sino all'Età del Ferro, mazze con la testa in pietra e con la testa in bronzo convissero per diversi secoli. La successiva diffusione, nel Mediterraneo, del modello militare oplitico inventato dai greci ridusse sensibilmente il bacino d'utenza della mazza quale arma risolutiva negli scontri: basato su movimenti coordinati tra fanti, armati con lancia e spada corta per precisi colpi di punta, l'approccio tattico degli opliti non permetteva la libertà di ampi movimenti necessari all'uso efficace di armi quali la mazza o l'ascia da battaglia. Il successivo affermarsi del modello manipolare romano confermò la scelta degli occidentali di prediligere armi diverse alla mazza.
Ai margini del mondo classico, sia prima che dopo l'unificazione operata dall'impero di Alessandro Magno, la mazza restò invece arma d'elezione per le sempre più specializzate forze di cavalleria dei nomadi della steppa euro-asiatica (es. Sciti e Sarmati) e dell'Impero persiano. Studi recenti hanno confermato che, presso gli sciti, la sagaris, semplicisticamente considerata l'archetipo della scure d'arcione, fosse in realtà non un'arma specifica ma una famiglia di armi immanicate con astile ligneo e testa metallica comprendente scuri, picchi e mazze d'armi. Una pesante mazza ferrata era arma di predilezione del cavaliere catafratto partico e del successivo clibanario sasanide.

### Medioevo
Nel corso dell'Alto Medioevo, i continui scontri e contatti con l'Impero sasanide diffusero l'uso della mazza ferrata tra le forze di cavalleria dei bizantini e dei musulmani:
- Impadronitisi dell'Iran sconfiggendo i sasanidi, gli arabi attinsero a piene mani dalla cultura degli sconfitti, specialmente in campo bellico. Il poema epico Shahnameh, opera del persiano Ferdowsi scritta intorno all'Anno Mille, parla ampiamente di cavalleria musulmana ormai armata alla sasanide, con mazze ferrate[3].
- Nell'Impero bizantino, il cui esercito comprendeva forze di cavalleria catafratta, la mazza ferrata entrò in uso sin dal IX secolo e venne chiamata bardoukion o matzoukion [4]. Il manuale militare costantinopolitano del X secolo noto come Sylloge Tacticorum (συλλογὴ τακτικῶν) tratta ampiamente dell'uso della mazza ferrata, sia come arma da mischia per il cavaliere (veniva portata in un'apposita sacca di cuoio assicurata alla sella) che come arma da lancio.

Da Costantinopoli, l'uso della mazza ferrata si diffuse tra gli slavi dell'Europa Orientale e, seppur in minor misura, nei centri di potere dell'Europa franca. Così, mentre da un lato i russi di Kiev svilupparono a partire dal XII secolo il pernach, la prima mazza con testa a flange metalliche su astile ligneo, l'arazzo di Bayeux (XI secolo) ci mostra una mazza ferrata scagliata come proiettile contro un cavaliere normanno.

### Prima guerra mondiale
Le mazze ferrate conobbero ampio utilizzo durante la grande guerra per il loro basso costo di produzione, riscuotendo successo soprattutto fra le truppe inglesi e tedesche. Anche gli austriaci le adoperarono sul fronte italiano per i combattimenti nelle trincee, dove risultavano molto efficaci data la loro maneggevolezza.
La propaganda italiana incalzò molto su questo fatto, definendo il loro utilizzo barbaro, soprattutto quando venivano adoperate per finire i nemici colpiti dagli attacchi con il gas.

## Caratteristiche
Era ottenuta applicando delle componenti aggiuntive di rinforzo in metallo (inizialmente rame o bronzo e solo successivamente ferro) e non più in semplice pietra, al corpo ligneo della clava.
Nel museo del Risorgimento di Torino sono esposte alcune mazze ferrate di semplice fattura ottenuta con l'avvolgimento di un semplice tondino di ferro intorno a un estremo del manico il cui impiego era limitato a dare il colpo di grazia al nemico ferito a terra dopo una battaglia risparmiando sull'uso dell'arma da fuoco. Uso che si è conservato fino alla prima guerra mondiale.

## Diritto italiano
Le mazze e bastoni ferrati sono considerate armi bianche proprie ed incluse dalla legislazione italiana negli strumenti per cui sussite il divieto assoluto di porto al di fuori della propria abitazione.

### Fonti
- Sylloge Tacticorum, X secolo.
- Ferdowsi, Shahnameh, XI secolo, ed. it. in Il libro dei re: poema epico, recato dal persiano in versi italiani da Italo Pizzi, Torino, V. Bona, 1888.

### Studi
- Wendelin Boeheim (1890), Handbuch der Waffenkunde. Das Waffenwesen in seiner historischen Entwicklung vom Beginn des Mittelalters bis zum Ende des 18 Jahrhunders, Leipzig.
- De Vita, Carlo (1983), Armi Bianche dal medioevo all'età moderna, Firenze, Centro Di Edifimi.
- Farrokh, Kaveh (2005), Sassanian elite cavalry AD 224-642, Oxford, Osprey Publishing.
- Finadri, Renato (2007), Le mazze ferrate della prima guerra mondiale, Paolo Gaspari Editore.
- Heath, Ian (1979) [e] McBride, Angus, Armies of the Byzantine Empire 886-1118, Oxford, Osprey Publishing.
- Nicolle, David (1999) [e] McBride, Angus, Armies of Medieval Russia 750-1250, Oxford, Osprey Publishing.
- Oakeshott, Ewart (1980), European weapons and armour : from the Renaissance to the industrial revolution, Lutterworth Press.
- Rud, Modens (1992), The Bayeux Tapestry and the Battle of Hastings 1066, Copenaghen, Christian Eilers Publishers.
- Wilcox, Peter (1986) [e] McBride, Angus, Rome's Enemies (3): Parthians and Sassanid Persians, Oxford, Osprey Publishing.